# Großglockner Resort Kals–Matrei
Das Großglockner Resort Kals–Matrei ist ein Skigebiet in den Hohen Tauern in Tirol. Es ist 2008 durch den Zusammenschluss der Matreier Goldried Bergbahnen und den Bergbahnen Kals am Großglockner entstanden und mit Stand 2010/11 das größte Skigebiet in Osttirol.

## Lage
Das Skigebiet befindet sich in der Granatspitzgruppe südwestlich des Großglockners, des höchsten Bergs Österreichs. Das Großglockner Resort ist von Talstationen in Matrei an der Felbertauern Straße (B 108) und Kals über die Kalser Straße (L 26) zu erreichen.
Es erstreckt sich von Matrei über den Westhang des Rotenkogels (2762 m ü. A.) und den Osthang der nördlich davon liegenden Kalser Höhe (2434 m ü. A.), die durch das Kals-Matreier-Törl (2207 m ü. A.) getrennt sind. Über das Cimaross (2405 m ü. A.), einen Nebengipfel des Rotenkogelstocks, sind die beiden Gebiete verbunden.

## Geschichte
Goltret ist der Name der Alm, wohl aus Goldeneriede, von gola, golz ‚kahler Hügel‘ und trata, tret, ein Begriff aus der Almwirtschaft in der Bedeutung ‚Hochweide ohne Gebäude‘ – Wortherkunft slawisch und rätoromanisch.
Cimaross (auch Cimaroß) bedeutet ‚roter Berg‘, ist rätoromanisch, wurde später von der bairischen Bevölkerung nicht mehr verstanden und daher sagt man heute zum Berg „Der Röte“ oder in Karten „Rotenkogel“, wegen des rötlichen Gesteins im Unterschied zu den benachbarten Gipfeln Weißer Knopf und Blauspitze.

### Bergbahnen Kals
Der Grundstein für den Wintertourismus wurde in Kals 1961 mit der Errichtung des Einsessellifts Glocknerblick gelegt. Ab 1995 wurde das Skigebiet Blauspitz, dann im Betrieb der Bergbahnen Kals am Großglockner GmbH & Co. KG, deutlich erweitert.

### Matreier Goldried Bergbahnen
Goldried ist der Name des Matreier Schigebiets. Der Betrieb wurde 1979 mit der Firma Bergbahnen Hohe Tauern Süd G.m.b.H. aufgenommen, die 1994 in Matreier Goldried Bergbahnen GmbH umbenannt wurde.
1998 wurde eine Gondel gebaut, die direkt in den 2200 m hoch gelegenen sonnigen und flacheren Hauptteil des Skigebietes führt. Von dort erreicht man zwei weitere Lifte: einen kuppelbaren Sechser-Sessellift und einen Vierersessellift. Weiters führt seit 2007 eine kuppelbare Sechser-Sesselbahn auf das Cimaross.

### Großglockner Resort (Schultz Gruppe)
Auf Grund der geringen Auslastung waren die Kalser Bergbahnen in ihrer wirtschaftlichen Existenz gefährdet. Nach Übernahme der beiden Bergbahnen in Kals und Matrei durch die Schultz Gruppe wurden mit 8. Dezember 2008 die beiden Schigebiete zu einem verbunden. Sie firmieren heute unter der gemeinsamen Marke Großglockner Resort.
Daneben führt die Firma auch Beherbergungsbetriebe in Kals. Gemeinsamer Sitz der Firmen ist heute Uderns im Zillertal.
Zielgruppe sind Familien, was mit für den Zentralalpenraum vergleichsweise niedrigen Preisen und ausgewiesenen Spezialwidmungen (Funpark, Carver-only-Pisten) umgesetzt wird.
Der Rotenkogel–Kalser-Höhe-Grat ist vom Nationalpark Hohe Tauern, der sich rundum bis ins Defereggental und ober Lienz zieht, in seiner Erschließung ausgenommen. Das kommt dem Nationalparkgedanken als Ausgleich und Verflechtung von allgemeinem Naturschutzinteresse und lokaler Akzeptanz durch eine ökonomische Basis – auch durch touristische Mitnutzung des Images – entgegen.

## Infrastruktur
Das Skigebiet umfasst 41,6 Pistenkilometer, davon etwa 8,5 km leichte, 22,5 km mittlere und 6 km schwere Abfahrten (90 % beschneit), einen Snow Park sowie 4,6 km Skirouten. Die Bergbahnen betreiben 3 Gondelbahnen, 5 Sessellifte und 5 Schlepplifte. Es erstreckt sich von 933 bis auf 2.422 m.
Das ursprüngliche Kalser Schigebiet ist Blauspitz (1376–2298 m ⊙), auf die Ganotzalm/Figol an der Kalser Höhe, mit den Liftanlagen Kals/Großdorf–Figolebene (Figol), Figolebene–Karmulde–Roßbichl (Blauspitz) und Gschlöss (Carverpiste exklusiv).
Das Matreier Schigebiet ist Goldried (⊙), auf die Kerschbaumeralm am Klaunzerberg und das Goldried unterhalb von Cimaross und Gorner, mit den Anlagen Goldried 1 von Matrei, Goldried 2 und Happeck, und dem 6er-Sessellift Cimaross. Von Kals führt die Cimaross-Gondelbahn in zwei Sektionen (Kals 1,2) zur Bergstation Adlerlounge mit der langen Talabfahrt.
Im Umfeld des Schigebiets liegen auch die Sudetendeutsche Hütte und das Kals-Matreier-Törl-Haus  der Alpenvereine.